# Gyckelblomsväxter
Gyckelblomsväxter (Phrymaceae) är en familj med trikolpater som omfattar ungefär 234 arter i 19 släkten. De förekommer på alla kontinenter utom Europa. Familjen består av ett- och fleråriga örter.